# Максвелл, Джон, 8-й лорд Максвелл
Джон Максвелл, 8-й лорд Максвелл (англ. John Maxwell, 8th Lord Maxwell; 24 апреля 1552 — 6 декабря 1593) — шотландский дворянин-католик. В 1581 году он был назначен графом Мортоном, а в 1587 году отправился в Испанию, где принял участие в планировании вторжения Испанской армады.

## Биография
Представитель клана Максвелл, который владел замком Керлаверок близ Дамфриса с XIII века. К середине XVI века Максвеллы были самой влиятельной семьей на юго-западе Шотландии. Второй (младший) сын Роберта Максвелла, 6-го лорда Максвелла (ок. 1510—1552) и его жены, леди Беатрис Дуглас, дочери Джеймса Дугласа, 3-го графа Мортона. Он родился через семь месяцев после смерти своего отца и стал 8-м лордом Максвеллом в возрасте двух лет, после смерти своего брата Роберта в возрасте четырех лет .
В 1581 году Джеймс Дуглас, 4-й граф Мортон, был осужден за убийство Генри Стюарта, лорда Дарнли, в 1567 году и казнен, а его титулы и владения конфискованы. 29 октября 1581 года Джеймс Максвелл был создан графом Мортоном с дополнительным титулом лорда Карлайла и Эскдейла, и в том же году он получил королевскую хартию на земли графа Мортона. В 1585 году его права на земли были аннулированы, хотя он, по-видимому, сохранил право пользования титулом. Он был титулован графом Мортоном до своей смерти, несмотря на то, что Арчибальд Дуглас, 8-й граф Ангус (1555—1588), был утвержден 5-м графом Мортоном в 1586 году.
Джон Максвелл заседал в Тайном совете Шотландии и в качестве смотрителя Западных марок в 1571—1577 годах .
В 1585 году Джон Максвелл вернулся в римско-католическую веру и отслужил мессу в Линклюденском аббатстве на Рождество, за что был заключен в тюрьму в Эдинбургском замке, а затем помещен под домашний арест в Эдинбурге. В 1587 году он получил разрешение отправиться за границу, выехал в Мадрид, где принял участие в планировании Испанской армады 1588 года.
Джон Максвелл вернулся в Шотландию в мае 1588 года в Данди, «завернувшись в плед, как странствующий человек». Король Шотландии Яков VI Стюарт приказал ему сдать свои замки Лохмабен, Лангхолм, Трив и Керлаверок . Лохмабен был осажден, и Джон Максвелл был арестован как предатель. Он был помещен под стражу Уильямом Стюартом из Монктона, затем заключен в тюрьму в эдинбургском Толбуте, а затем в замке Блэкнесс. Он был освобожден в 1589 году под залог в 100 000 фунтов стерлингов. В 1592 году Джон Максвелл был вновь назначен хранителем западных марок. 7 декабря 1593 года продолжающаяся вражда с Джонстоунами Аннандейла привела к драке в Драйф-Сэндс близ Локерби, в которой был убит лорд Джон Максвелл. Его сын и тезка, Джон Максвелл, 9-й лорд Максвелл, продолжил вражду и был казнен в 1613 году за убийство в отместку сэра Джеймса Джонстона.

## Брак и дети
Лорд Максвелл женился на Элизабет Дуглас (умер в 1637 году), дочери Дэвида Дугласа, 7-го графа Ангуса (ок. 1515—1558). Они поженились во время Гражданской войны в 1571 году. Регент Мортон запланировал банкет для их празднества в замке Далкит, но сторонники королевы Марии Стюарт устроили засаду на тех, кто нес еду, вино и серебряную посуду. У них было семеро детей:
- Джон Максвелл, 9-й лорд Максвелл (1583 — 21 мая 1613), старший сын, лишился лордства в 1609 году
- Роберт Максвелл, 10-й лорд Максвелл и 1-й граф Нитсдейл (после 1586 — май 1646), восстановлен в должности лорда в 1617 году и назначен графом Нитсдейлом в 1620 году
- Джеймс Максвелл
- Элизабет Максвелл, замужем за Джоном Максвеллом, 6-м лордом Харриесом из Терреглса (? — 1631)
- Маргарет Максвелл (1580—1630), вышла замуж за Джона Уоллеса (1573—1625)
- Джин Максвелл
- Агнес Максвелл.